# Vuelo 164 de Centurion Cargo
El vuelo 164 de Centurion Air Cargo fue un vuelo chárter de carga internacional, que partió del Aeropuerto Internacional El Dorado de Bogotá, Colombia con destino al Aeropuerto Internacional de Miami. El vuelo fue operado por Kalitta Air y la aeronave fue arrendada con tripulación por Centurion Air Cargo. El 7 de julio de 2008, el Boeing 747-209BSF, con matrícula N714CK, se estrelló en Madrid, Cundinamarca, poco después del despegue.Toda la tripulación a bordo resultó herido, pero ninguno falleció.Dos personas en tierra fallecieron tras el impacto del avión contra una granja.Este fue el segundo accidente de un Boeing 747 en servicio con Kalitta Air en 2008, tras un accidente previo en Bruselas en mayo.
Las autoridades colombianas y la Junta Nacional de Seguridad en el Transporte (NTSB) de los Estados Unidos de América iniciaron una investigación y concluyeron que el accidente se debió a fallas en ambos motores. Durante el despegue, el motor n.° 4 y luego el n.° 1 sufrieron una pérdida de potencia. La tripulación no pudo recuperar el avión, que posteriormente se estrelló contra una casa de campo.

## Accidente
La aeronave decoló desde el Aeropuerto Internacional El Dorado hacia el Aeropuerto Internacional de Miami con 8 personas como tripulación y una carga de flores. El vuelo era operado por Kalitta Air para Centurion Air Cargo como el vuelo 164. Durante su «rotación», el motor número 4 sufrió una vibración no-recuperable, causando la pérdida de potencia. La tripulación declaró emergencia 20 segundos después de reportar fuego en el motor número 4 y solicitó retornar a la pista 13R. La torre de control de Bogotá autorizó a la aeronave a que retornara y aterrizara en la pista 13R. La aeronave inició un viraje a la izquierda como se tiene publicado en el procedimiento de pérdida de motores. Alrededor de 20 segundos después de la pérdida del motor número 4, el primero también falló. En ese momento, la aeronave perdió toda capacidad de ascender e inició la pérdida de control total.
La tripulación inmediatamente reconoció que no tenían la potencia suficiente del avión para volver al aeropuerto así que intentaron un aterrizaje en un lugar fuera del aeropuerto. La aeronave se estrelló a las 03:57 (hora local). Golpeó árboles y cableado de la población y luego cayó, deslizándose por la carretera hasta una casa, matando a 2 personas, Pedro Suárez, de 50 años y su hijo Edwin de 13. La aeronave evidentemente se desintegró en varias secciones.
Los rescatistas inmediatamente llegaron al lugar del accidente y evacuaron a los supervivientes. Una persona de la tripulación sobrevivió pero en una condición crítica. Al menos 5 personas sufrieron graves heridas en el accidente. Dos miembros de la tripulación fueron atendidos en el hospital de Madrid, mientras que los otras 6 personas fueron enviados al Hospital Central de la Policía en Bogotá.

## Aeronave

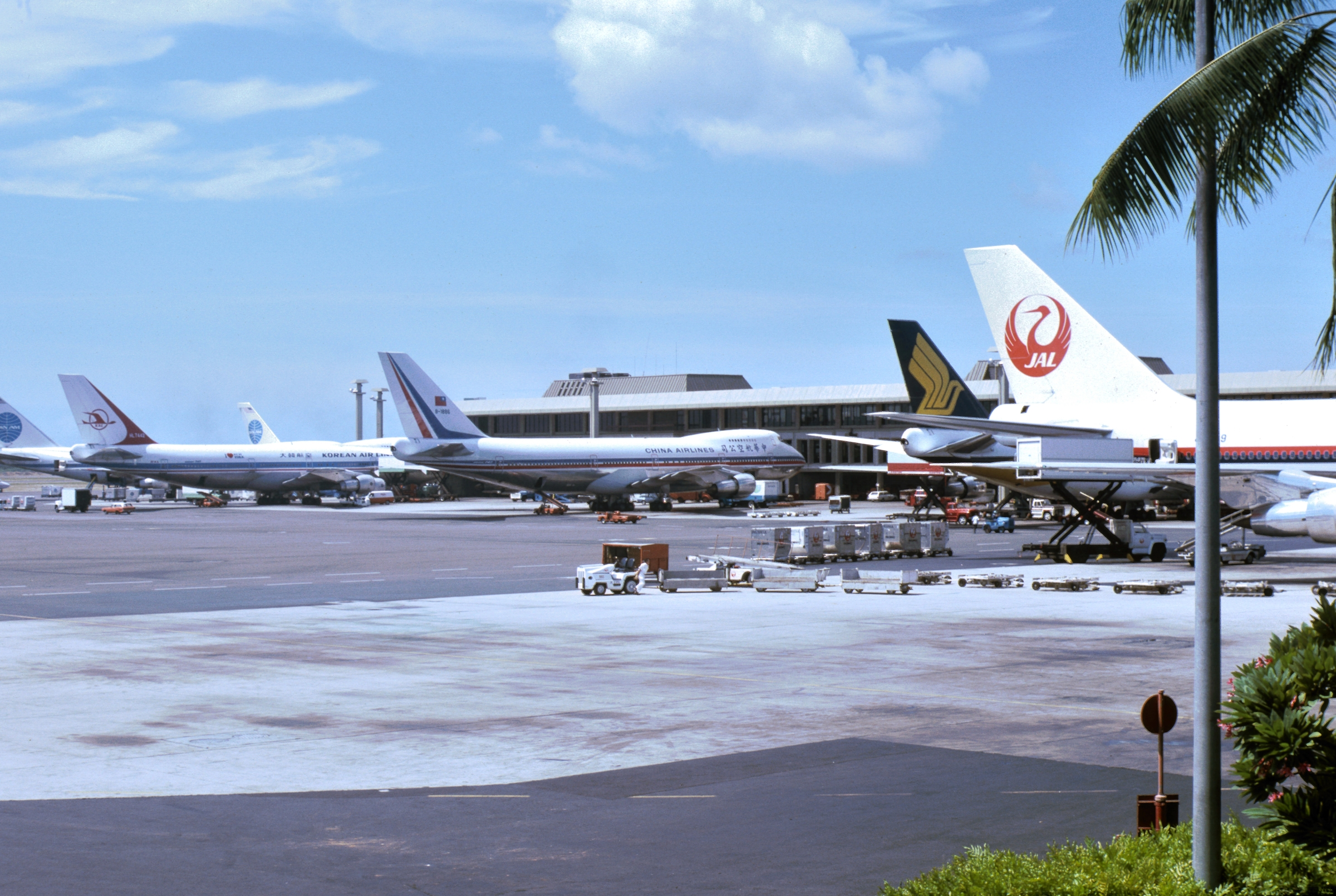
La aeronave envuelta en el accidente cuando aún operaba con China Airlines en 1981. A su izquierda se puede apreciar otro Boeing 747 de Korean Air, el cual más tarde en 1983 fue derribado mientras volaba espacio aéreo ruso soviético restringido.

La aeronave, un Boeing 747-209BSF, con matrícula N714CK, era una aeronave de 27 años y tres meses en la operación. Tenía un total de 90 613 horas, equipado con 4 motores Pratt & Whitney Canada con un número serial de 519. Antes de que fuera vendido a Kalitta Air, este fue entregado a China Airlines en 1981 con matrícula B-1886. Luego fue entregado a China Airlines Cargo con la matrícula B-18753.

## Investigación
El Grupo de Investigación de Accidentes de Colombia inició una investigación del accidente. La Junta Nacional de Seguridad del Transporte (NTSB) de Estados Unidos envió cinco investigadores para asistir al equipo de investigación en Colombia. La Administración Federal de Aviación, el fabricante de la Aeronave Boeing Co. y el fabricante de los motores Pratt & Whitney también asistieron la investigación.
El 22 de agosto de 2011, la junta de investigación publicó el informe final. El accidente fue causado por la falla de dos motores del avión, específicamente el motor número 4 y el motor número 1. El motor número 4 sufrió un aumento irrecuperable durante la rotación. El avión luego luchó por ascender. Como la tripulación de vuelo estaban llevando a cabo el procedimiento de emergencia, el motor número 1 de alguna manera falló. Con dos motores funcionando mal, la aeronave no pudo mantener el vuelo. Comenzó a experimentar problemas con un tercer motor, el JT9D izquierdo de la aeronave, que subía y bajaba su potencia repetidamente de los motores.